# TFI Leap Card

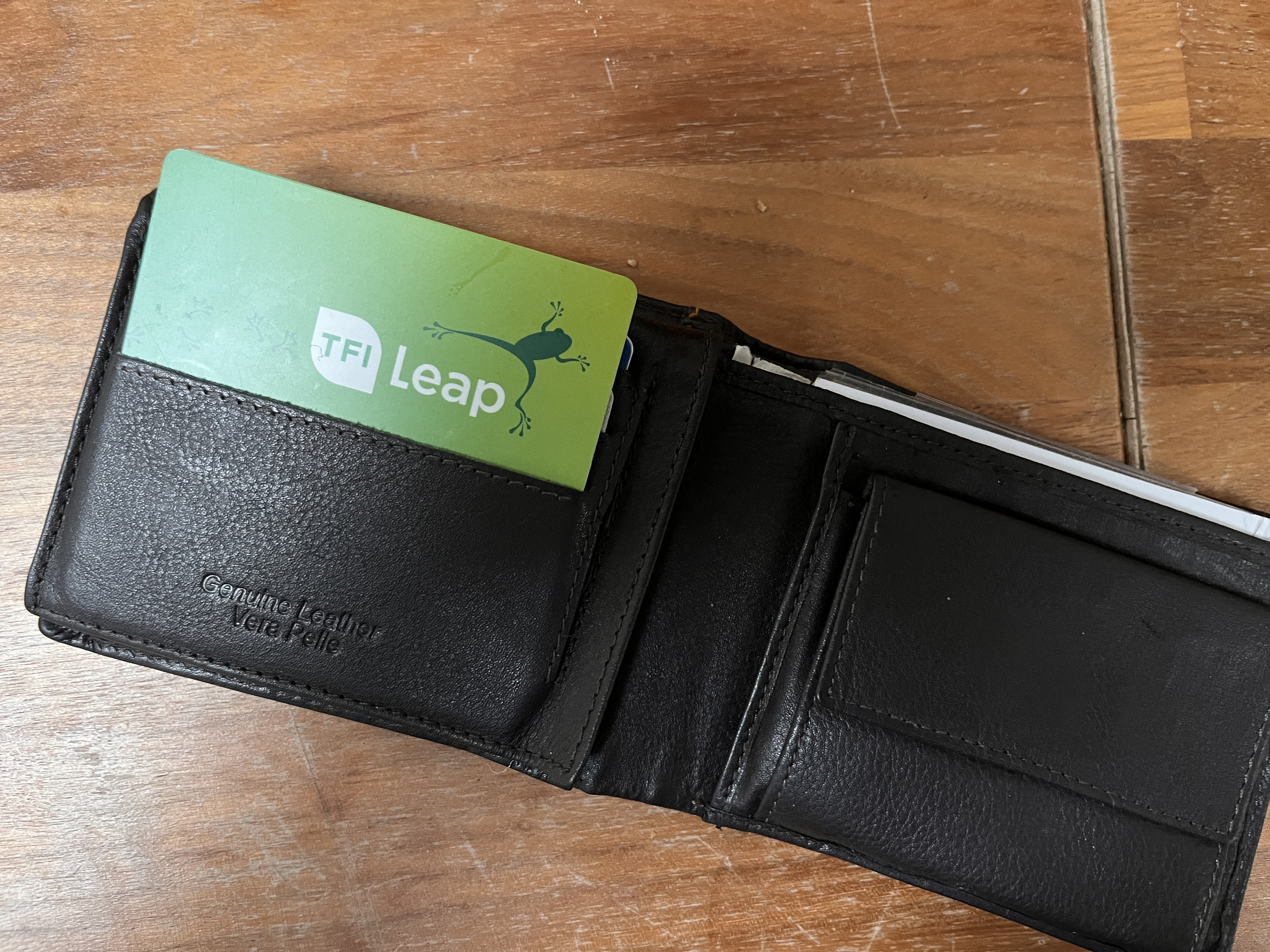
Eine TFI Leap Card in einer Geldbörse

Die TFI Leap Card (TFI = Transport for Ireland, eine Marke der National Transport Authority) ist eine elektronisch auszulesende Fahrkarte für den öffentlichen Nahverkehr in der Republik Irland, die im Scheckkartenformat in verschiedenen Varianten angeboten wird. Sie ist vergleichbar mit der Oyster Card in Großbritannien. Die Anbieter der TFI Leap Card werben damit, dass die Karte beim Bezahlen in Bussen und Bahnen einen 30 Prozent niedrigeren Fahrpreis ermögliche als bei Barzahlung. Die Karte wird in den Großräumen Dublin, Galway, Limerick, Cork, Kilkenny, Carlow, Waterford und Wexford anerkannt.

## Funktionsweise
Die Karte ist beim Einsteigen in öffentliche Verkehrsmittel in Irland an ein Lesegerät zu halten, das den RFID-Chip erkennt und den Fahrpreis berechnet (sog. automated fare collection). In Bussen kann die Karte zudem beim Aussteigen erneut an ein Lesegerät gehalten werden, um gegebenenfalls einen Kurzstreckentarif berechnet zu bekommen.

## Varianten
Eingeführt wurde die Karte als reine Guthabenkarte zum "Abfahren" des aufgeladenen Geldbetrags. Inzwischen sind auch Abo-Karten verfügbar, vergleichbar mit Monatskarten wie dem Deutschlandticket in Deutschland. Auf der Website leapcard.ie sind die einzelnen Varianten aufgeführt:

### Guthabenkarte für Erwachsene
- zu kaufen online oder bei einer Vertragsagentur (2.000 in der Republik Irland, unter anderem auf dem Flughafen Dublin)
- 5 Euro Gebühr plus 5 Euro Mindestaufladebetrag bei Kauf

### Personalisierte TFI Leap Card für Erwachsene
- können nur mit einem Monats- oder Jahresabo geladen werden
- mit Namen und Foto des Karteninhabers, nicht übertragbar
- 5 Euro Gebühr plus 5 Euro Mindestaufladebetrag bei Kauf
- Erwerb nur online möglich

### Kind im Alter von 5 bis 15 Jahren
- gilt nicht mehr vom 16. Geburtstag des Kindes an
- Kinderfahrpreis
- 3 Euro Gebühr plus 3 Euro Mindestaufladebetrag bei Kauf

### Jugendliche oder Jugendlicher im Alter von 16 bis 18 Jahren
- gilt nicht mehr vom 19. Geburtstag des Jugendlichen an
- mit Namen und Foto des Karteninhabers, nicht übertragbar
- 3 Euro Gebühr plus 5 Euro Mindestaufladebetrag bei Kauf
- Erwerb nur online möglich

### Junge Erwachsene (19 bis 25)
- gilt nicht mehr vom 26. Geburtstag des Karteninhabers an
- mit Namen und Foto des Karteninhabers, nicht übertragbar
- 5 Euro Gebühr plus 5 Euro Mindestaufladebetrag bei Kauf
- Erwerb nur online möglich

### Student oder Studentin
- für Vollzeitstudenten im Alter zwischen 16 und 26 Jahren
- mit Namen und Foto des Karteninhabers, nicht übertragbar
- 5 Euro Gebühr plus 5 Euro Mindestaufladebetrag bei Kauf

### Besucher
- gedacht als bequemes Nahverkehrsticket für Besucher der irischen Hauptstadt Dublin
- unbegrenzte Fahrten in der gewählten Zeit in den Stadtbussen in Dublin (betrieben von Dublin Bus und Go-Ahead Ireland), der Straßenbahn Luas, der Vorortbahn DART and Commuter Rail